# Passage du Buisson-Saint-Louis
Le passage du Buisson-Saint-Louis est une voie du 10e arrondissement de Paris, en France.

## Situation et accès
Le passage du Buisson-Saint-Louis est situé dans le 10e arrondissement de Paris. Il débute au 5, rue du Buisson-Saint-Louis et se termine au 17, rue du Buisson-Saint-Louis.

## Origine du nom

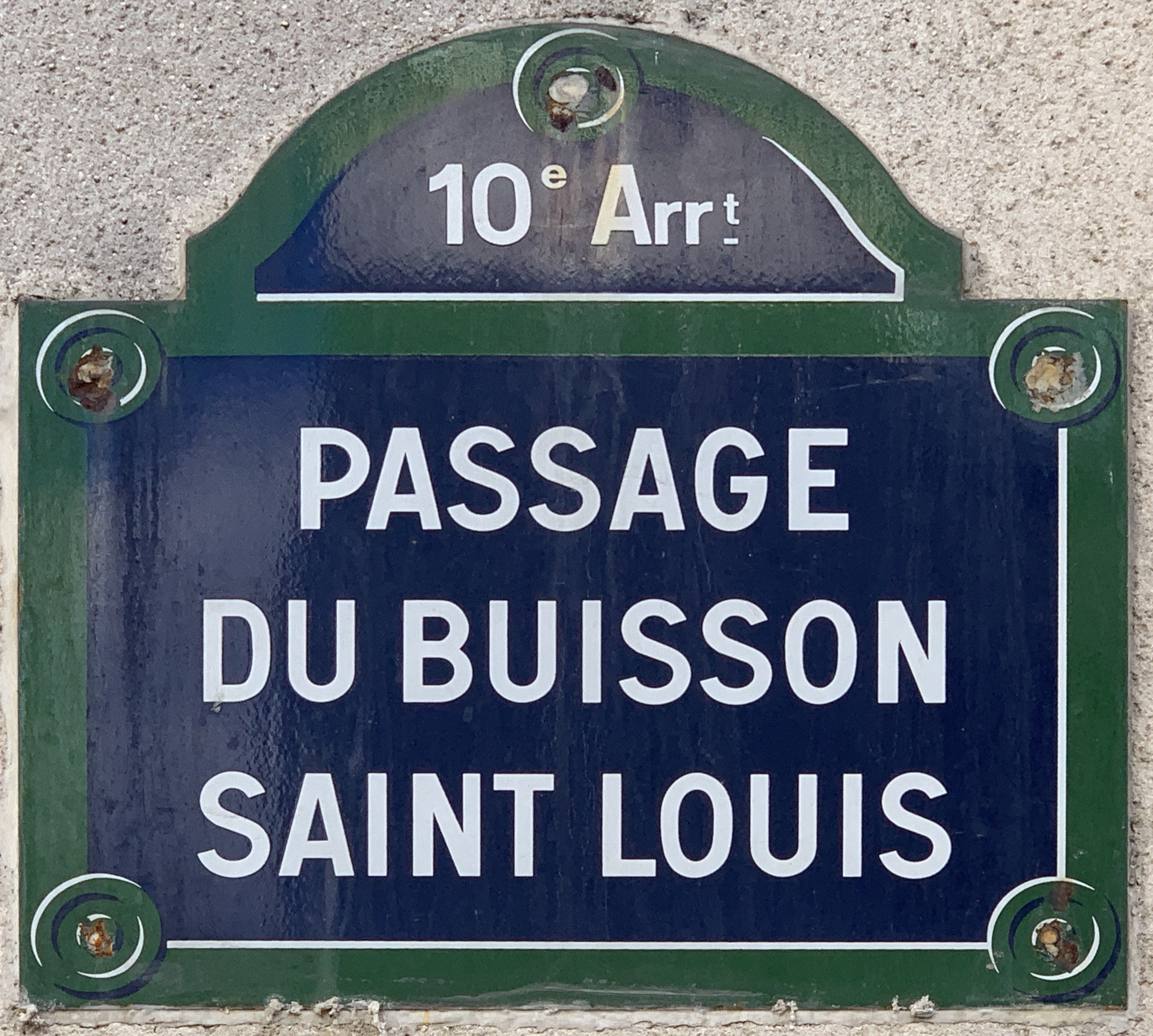
Plaque du passage.

Il porte ce nom en raison de l'ancienne situation champêtre dans le voisinage de l'hôpital Saint-Louis, à cause de sa proximité avec la rue éponyme.

## Historique
Cette voie est classée dans la voirie de Paris par arrêté du 27 janvier 1936.